# Epimesophleps
Epimesophleps is een geslacht van vlinders van de familie tastermotten (Gelechiidae).

## Soorten
- E. aphridias Rebel, 1925
- E. symmocella Rebel, 1907